# Pentacle

Le Pentacle de l'Art tel que décrit dans une publication du Sixième livre de Moïse datant du XIXe siècle.

Un pentacle (aussi épelé pantacle dans la Thelema de Aleister Crowley) est une amulette utilisée dans les invocations magiques, généralement faite de parchemin, de papier ou de métal, sur laquelle le symbole de l'esprit ou de l'entité invoqué est dessiné. 
Il est souvent porté autour du cou, ou placé à l'intérieur d'un triangle d'invocation. Des symboles de protection peuvent également être ajoutés (parfois au verso), l'un des plus courants étant la figure à cinq sommets du Sceau de Salomon, appelé un pentacle de Salomon ou « pentangle de Salomon ». 
De nombreuses variétés de pentacles peuvent être trouvées dans les grimoires de magie salomonienne ; ils sont aussi utilisés dans quelques mouvement néopaganistes, comme la Wicca, parmi d'autres objets magiques.
Les mots « pentacle » et « pentagramme » (étoile unicursale à 5 sommets) sont fondamentalement synonymes, selon le Online Oxford English Dictionnary (édition de 2007), qui retrace leur étymologie jusqu'au latin en passant par le français et l'italien. Il est souligné cependant que le mot « pentacle » était utilisé en moyen français pour désigner n'importe quel talisman. De manière générale, beaucoup d'auteurs sur la magie les traitent distinctement. Dans de nombreux jeux de tarot et dans certaines formes de sorcellerie moderne, un pentagramme est souvent l’élément principal des pentacles.
Il y a une différence notable entre le pentacle et le pentagramme au sein de la Wicca et d'autres mouvement néo-païens. Ainsi, un « pentacle » fera ici référence à un « pentagramme inscrit dans un cercle ». Cette forme de pentacle est inscrite sur un disque qui pourra être utilisé sur un autel ou en tant que tel comme espace sacré. Le pentacle représente la Terre dans la pratique occulte.
Dans la religion Wicca, les cinq branches du pentacle correspondent aux éléments : eau, terre, feu et air ainsi qu'à l'esprit (branche du haut).

## Étymologie
Le mot pentacle prend sa racine du latin pentaculum (de penta- "quintuple" + -culum suffixe de diminution). Son premier usage en français a été répertorié dès 1555 selon le TLFi. Il avait la signification de "talisman", typiquement ayant la forme d'un pentagramme, mais il pouvait également référer à des talismans en forme d'hexagramme.
L'Oxford English Dictionary, dans la seconde édition de 1989, dit qu'"on peut le connecter" au mot de moyen français pentacol (1328) ou pendacol (1418), un bijou ou bibelot porté autour du cou (de pend- pendre, à et col ou cou).La Société Théosophique, quant à elle, en donne cette définition dans son lexique :

« il apparaît qu'il émerge probablement par l'italien et le français de la racine pend- « pendre » et ainsi correspond à un pendentif ou une amulette pendu au cou. Du fait qu'une forme de pentacle fut le pentagramme ou un pentagone en forme d'étoile, le mot fut lui-même connecté au grec pente (cinq). »

— Encyclopedic Theosophical Glossary

## Le pentacle en tant qu'objet magique
Les pentacles, malgré la sonorité du mot, n'avaient souvent pas la connotation de "cinq" dans les anciens textes magiques, mais étaient plutôt des talismans sur lesquels étaient inscrit n'importe quel symbole ou représentation. Dans les anciens grimoires magiques, les pentacles sont présents dans une grande variété de formes, comme la Clé de Salomon ; leur fonction, tel que le décrit Henri-Corneille Agrippa, est de « prédire toutes choses futures, commander l'ensemble de la nature, obtenir le pouvoir sur les démons, et les anges, et de réaliser des miracles. »
Dans la religions des Berbères Maures le pentacle était symbole de protection contre les esprits malfaisants, aujourd'hui il est toujours utilisé dans certaines régions Berbèrophone du Maghreb comme symbole de protection ou de sorcellerie permettant de rentrer en contact avec un monde parallèle.
Selon Agrippa, les réalisations magiques de Moïse viennent en partie de sa connaissance de plusieurs pentacles.
Le Quatrième Livre de Philosophie Occulte (env. 1565), attribué faussement à Agrippa, donne des instructions détaillées sur l'élaboration des pentacles :
« But we now come to speak of the holy and sacred Pentacles and Sigils. Now these pentacles, are as it were certain holy signes preserving us from evil chances and events, and helping and assisting us to binde, exterminate, and drive away evil spirits, and alluring the good spirits, and reconciling them unto us. And these pentacles do consist either of Characters of the good spirits of the superiour order, or of sacred pictures of holy letters or revelations, with apt and fit versicles, which are composed either of Geometrical figures and holy names of God, according to the course and maner of many of them; or they are compounded of all of them, or very many of them mixt. »
« Nous en arrivons à présent aux saints et sacrés Pentacles et Sceaux. Ces pentacles sont tels des symboles saints nous préservant du mauvais sort et des maléfices, nous aidant et nous assistant à contraindre, éradiquer, et éloigner les mauvais esprits, attirant les esprits bons et les réconciliant en notre seing. Et ces pentacles sont faits soit de Représentations de ces esprits bons et supérieurs, soit des illustrations sacrées de lettres saintes ou de révélations, avec les versets pertinents et corrects, qui sont composées soit de formes géométriques et de noms saints de Dieu, selon leur us et coutume; ou sont composés de tous ceux-ci, ou d'un ensemble de nombre d'entre eux. »
Francis Barrett, dans son œuvre majeure The Magus de 1801 (Livre 2, partie 2), reprend ces instructions quasiment mot-à-mot.
Un autre motif récurrent employé pour les pentacles est le carré magique, comme le carré de Sator-Arepo-Tenet.
Dans le système magique de l'Ordre de l'Aube Dorée, le Pentacle de la Terre est l'une des quatre « armes » élémentaires ou outils d'un Adepte. Ces armes sont « les représentations symboliques des forces utilisées pour la manifestation du soi intérieur, les éléments nécessaires à l'incarnation du divin ».
D'autres pentacles sont employés par l'Ordre de l'Aube Dorée pour l'invocation d'esprits; ceux-ci sont gravés du nom et du sceau de l'esprit à invoquer, à l'intérieur de trois cercles concentriques, et leur revers comporte un cercle et une croix de manière similaire à une croix celtique.
D’après les instructions d’Aleister Crowley pour l’Astrum Argentum, le pentacle est un disque de cire, d’or, de vermeil ou d’Electrum Magicum (métal magique à base d’électrum), de 8 pouces de diamètre (environ 20,5 cm) et d’un demi pouce d’épaisseur (environ 1,3 cm) ; le néophyte doit « par sa compréhension et son ingéniosité concevoir un symbole représentant l’Univers », et le graver sur le disque.
« There is, therefore, nothing movable or immovable under the whole firmament of heaven which is not included in this pantacle, though it be but 'eight inches in diameter, and in thickness half an inch.' Fire is not matter at all; water is a combination of elements; air almost entirely a mixture of elements; earth contains all both in admixture and in combination. So must it be with this Pantacle, the symbol of earth. »
« Il n’y a, ainsi, rien d’amovible ou d’inamovible sous l’entier firmament du paradis qui ne soit inclus dans ce pantacle, bien qu’il doive être ‘de huit pouces de diamètre, et d’un demi pouce d’épaisseur’. Le feu n’est pas matière du tout ; l’eau est une combinaison d’éléments ; l’air est presque entièrement un mélange d’éléments ; la terre les contient tous en tant que mélange ou combinaison. Ainsi le symbole de la terre doit être avec ce Pantacle. »
Le pentacle est également utilisé en tant qu’outil magique au sein de la Wicca et dans d’autres formes de sorcellerie, en général pour invoquer certains esprits ou certaines énergies.

### Utilisation
Dans de nombreux grimoires anciens traitant des invocations, le pentacle est décrit comme pendu autour du cou, prodiguant protection et autorité à son utilisateur. Johannes Trithemius fait enfiler le pentacle au magicien juste avant qu’il ne trace le cercle protecteur :
« Then taking your ring and pentacle, put the ring on the little finger of your right hand; hang the pentacle round thy neck; (Note, the pentacle may be either wrote on clean virgin parchment, or engraven on a square plate of silver and suspended from thy neck to the breast).... »
« Prenez ensuite votre anneau et votre pentacle, mettez l’anneau au petit doigt de votre main droite ; pendez le pentacle autour de votre cou ; (Note, le pentacle peut être inscrit sur un parchemin vierge ou gravé sur une plaque carrée d’argent et suspendue de votre cou à votre poitrine)… )... »
Une version de la Clé de Salomon mentionne à la fois a « Grand Pentacle » dessiné dans un livre, ainsi qu’une collection d’autres pentacles dessinés à l’encre sur des morceaux de parchemins afin d’être utilisés comme amulettes.
Le pentacle est d’une grande importance dans l’invocation des esprits. Une invocation relativement courante implique une série de conjurations de puissance croissante, dans chacune desquelles le pentacle est montré :
« ....If they then immediately appear, it is well; if not, let the master uncover the consecrated pentacles which he should have made to constrain and command the spirits, and which he should wear fastened round his neck, holding the medals (or pentacles) in his left hand, and the consecrated knife in his right; and encouraging his companions, he shall say with a loud voice:
Here be the symbols of secret things, the standards, the ensigns, and the banners, of God the conqueror; and the arms of the almighty One, to compel the aerial potencies. I command ye absolutely by their power and virtue that ye come near unto us, into our presence, from whatsoever part of the world ye may be in, and that ye delay not to obey us in all things wherein we shall command ye by the virtue of God the mighty One. Come ye promptly, and delay not to appear, and answer us with humility.
If they appear at this time, show them the pentacles, and receive them with kindness, gentleness, and courtesy; reason and speak with them, question them, and ask from them all things which thou hast proposed to demand.
But if, on the contrary, they do not yet make their appearance, holding the consecrated knife in the right hand, and the pentacles being uncovered by the removal of their consecrated covering, strike and beat the air with the knife as if wishing to commence a combat, comfort and exhort thy companions, and then in a loud and stern voice repeat the following conjuration: ... »
« ....S'ils apparaissent immédiatement, cela est bien; sinon, laissez le maître révéler à la vue les pentacles sacrés qu'il a dû faire pour contraindre et commander les esprits, et qu'il doit porter autour du cou, tenant les médaillons (ou pentacles) dans sa main gauche, et le couteau sacré dans sa main droite; et encourageant ses compagnons, il dira alors d'une voix forte :
Voici les symboles des choses secrètes, des standards, des enseignes, et des bannières, de Dieu le conquérant ; et les armes du Tout Puissant, pour assujettir les puissances éthériques. Par leurs pouvoirs et vertus je te somme de te joindre à nous, depuis n'importe quelle partie du monde où tu puisses te trouver, et que tu obéisses sans délai à tous les ordres que nous pourrions t'imposer par la vertu de Dieu Tout Puissant. Viens promptement, sans retarder ton apparition, et réponds-nous avec humilité.
S'ils apparaissent à ce moment, montrez leur les pentacles, et recevez les avec gentillesse, douceur et courtoisie ; parlez et raisonnez avec eux, questionnez-les, et demandez leur toutes les choses que vous aviez prévu d'exiger.
Mais si, au contraire, ils ne font pas leur apparition, prenez le couteau sacré dans la main droite, découvre les pentacles de leur enveloppe, et frappez l'air avec le couteau comme si vous commenciez un combat. Exhortez vos compagnons, et répétez la conjuration d'une voix forte... »
Une fois l'esprit apparu et contraint, le pentacle est recouvert à nouveau, mais est révélé dès que des demandes sont dictées à l'esprit ou lorsqu'il lui est conjuré.

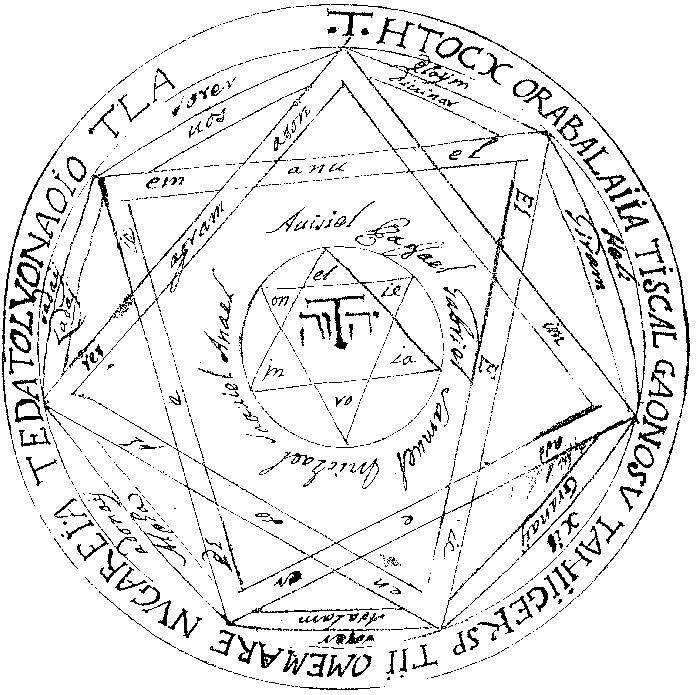
Le Grand Pentacle.
Le « Pentacle de Salomon » du grimoire La petite clé de Salomon (XVIIe siècle). Son but est de contraindre les esprits lors d'invocations magiques.
Le pentacle de la Terre dans le système magique de l'Ordre de l'Aube Dorée, l'une des « armes élémentaires » d'un Adepte.

## Le pentacle en mathématiques

Le pentacle, sans segment intérieur.

Le terme pentacle est utilisé dans Tilings and Patterns de Grumbaum et Shepard pour désigner une étoile à cinq branches composée de 10 segments, ressemblant à un pentagramme mais ne possédant pas de lignes intérieures.